# Ricardo Carvalho
Pour les articles homonymes, voir Carvalho.
Silveira de Carvalho est un nom portugais ; le premier nom de famille (d'usage facultatif) est Silveira et le second est de Carvalho.
Ricardo Alberto Silveira Carvalho, dit Ricardo Carvalho, né le 18 mai 1978 à Amarante au Portugal est un footballeur international portugais évoluant au poste de défenseur central. 
Entre juillet 2019 et février 2021, Carvalho est entraîneur adjoint d'André Villas-Boas à l'Olympique de Marseille.
Il est officier de l'Ordre de l'Infant Dom Henri.

## Biographie

### En club

#### Porto (1997-2004)
Carvalho est né à Amarante en 1978. Il commence le football dans l'équipe locale du Amarante FC. Ses performances attirent rapidement l'œil des recruteurs du FC Porto, qui décide de l'intégrer dans son équipe de jeunes en 1996.
Il fait ses débuts professionnels avec Leça où il a été prêté. Entre 1999 et 2001, il sera également prêté successivement à Vitória Setubal et FC Alverca. Il revient à Porto lors de la saison 2001-02, n'étant que le troisième choix de défenseur derrière Jorge Costa et Jorge Andrade. Ce n'est qu'en avril 2002, après le prêt de Jorge Costa au Charlton Athletic, que Carvalho devient un titulaire régulier en défense aux côtés de Jorge Andrade : il participe à 25 matches de championnat cette saison-là. La saison suivante, sous les ordres de José Mourinho, Jorge Costa fait son retour à Porto mais Jorge Andrade est transféré au Deportivo la Corogne. Cela permet à Carvalho de se faire petit à petit une place de titulaire, jouant la plupart des matches importants du club notamment la finale de la Coupe UEFA où Porto s'impose 3-2 face au Celtic Glasgow. Carvalho y remporte ainsi son premier trophée international et est élu "Joueur portugais de l'année".
C'est lors de la saison 2003-04 que Carvalho acquiert une renommée mondiale : ses performances de haut niveau aident le club à gagner le championnat pour la seconde année consécutive mais surtout la Ligue des champions contre l'AS Monaco (3-0). Cette saison permet à Carvalho d'être élu meilleur défenseur de l'année par l'UEFA, d'intégrer l'équipe-type de l'année par l'UEFA et de faire partie des 50 joueurs candidats au Ballon d'or (finissant neuvième). Il participe à la fin de la saison à l'Euro 2004 avec la sélection portugaise (défaite 0-1 en finale face à la Grèce), intégrant l'équipe-type de la compétition.
À l'issue de la saison, Carvalho est suivi par plusieurs grands clubs européens. C'est finalement Chelsea, où son entraîneur José Mourinho vient de signer, qui réussit à l'enrôler pour un peu plus de 20 millions d'euros.

#### Chelsea (2004-2010)
A Stamford Bridge, Carvalho retrouve José Mourinho ainsi que son ancien coéquipier Paulo Ferreira. Il effectue une première saison d'un bon niveau, aidant Chelsea à remporter la Premier League pour la première fois depuis cinquante ans ainsi que la Coupe de la Ligue. Il inscrit son premier but pour Chelsea lors d'une victoire 3-1 face à Norwich City.
La saison 2005-2006 débute plus difficilement pour lui après qu'il a publiquement critiqué le choix de Mourinho de ne pas le retenir pour le premier match de la saison. Il revient petit à petit au cours de l'automne, se distinguant par une série de buts en Ligue des champions face au Real Betis et Anderlecht. En janvier 2007, Carvalho reçoit un carton rouge pour la première fois depuis qu'il est à Chelsea. Sa blessure face à Bolton le 28 avril l'empêche de participer à la finale de la FA Cup (victoire 1-0 face à Manchester United), au match retour des demi-finales de Ligue des champions face à Liverpool (élimination) ainsi qu'à la fin du championnat qui voit une nouvelle fois la victoire de Chelsea. Ses performances de la saison lui valent de faire partie des nommés pour le titre de « Défenseur de l'année » et de « Joueur de l'année » en Premier League.

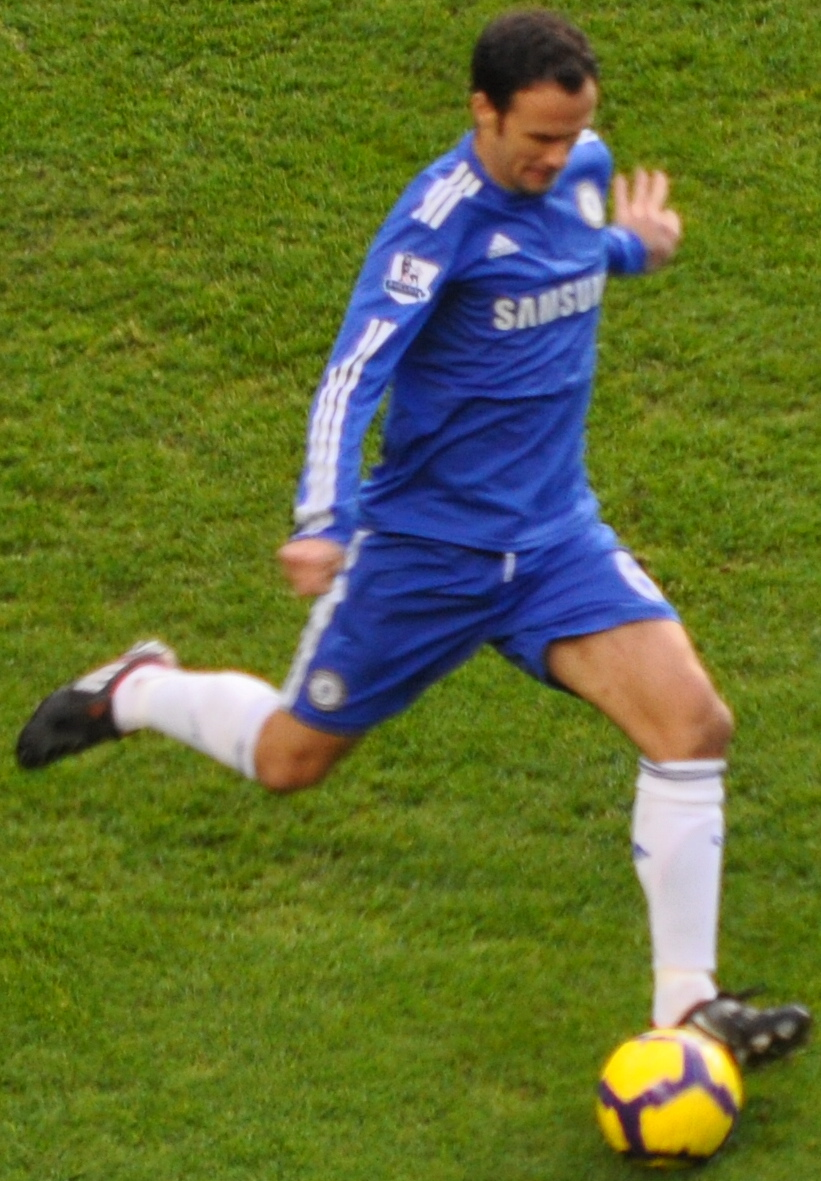
Ricardo Carvalho sous les couleurs de Chelsea en 2009.

Carvalho continue ses excellentes performances en 2007-2008. Le Real Madrid tente alors de l'attirer à la suite du départ de son mentor José Mourinho mais le Portugais reste à Chelsea. Il sera récompensé de ses bonnes performances par un but lors de son 150e match pour le club et fera également sa 100e apparition pour le club en Premier League. En juillet 2009, il informe Chelsea qu'il souhaite rejoindre Mourinho à l'Inter Milan après une saison 2008-2009 difficile marquée par des problèmes récurrents au genou. Finalement, par manque d'initiative du club italien, le transfert ne se réalise pas et Carvalho parvient à mettre de côté ses problèmes physiques.
L'arrivée de Carlo Ancelotti à la tête de l'équipe, couplée à une meilleure forme physique, permet à Carvalho de regagner sa place de titulaire à Chelsea. Il fait un bon début de saison 2009-2010, inscrivant un but face à Manchester United lors du Community Shield et étant élu "Homme du match" à cette occasion. Le 20 décembre 2009, Carvalho fait sa 200e apparition sous le maillot de Chelsea. Une blessure en fin de saison l'empêche de participer au match du titre (son troisième championnat remporté avec Chelsea) ainsi qu'à la finale de la FA Cup (victoire 1-0).
À l'issue de cette saison, Carvalho exprime une nouvelle fois son désir de rejoindre José Mourinho, parti au Real Madrid. Le 24 juillet, il déclare : « S'il y avait une possibilité de signer au Real Madrid, j'irai même en nageant ou en courant ». Le 10 août 2010, son transfert vers le club madrilène, pour un montant d'environ 8 millions d'euros, est officialisé.

#### Real Madrid (2010-2013)

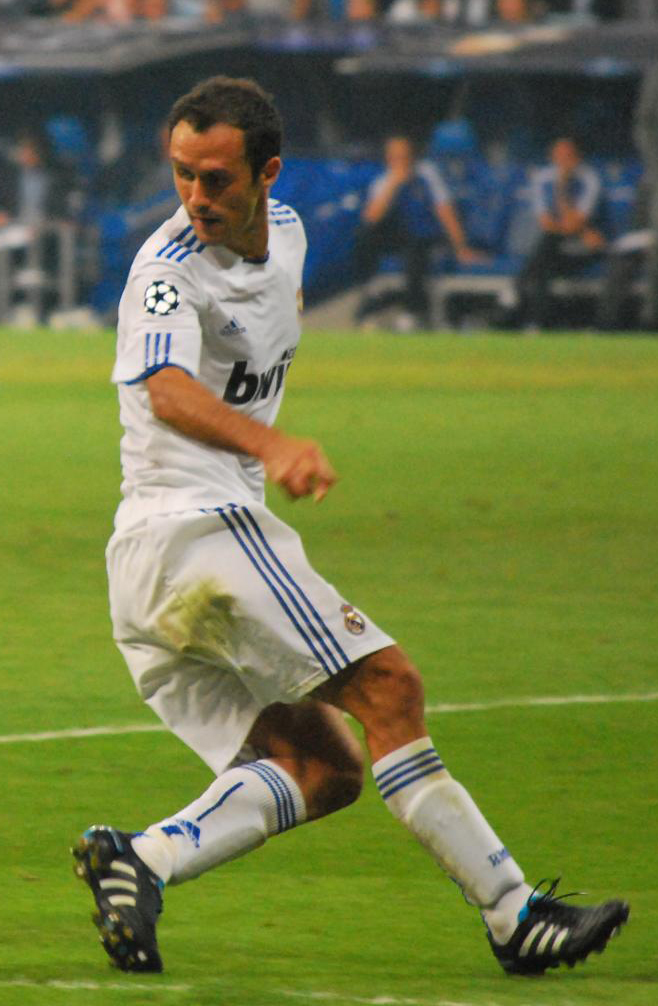
Ricardo Carvalho sous les couleurs du Real Madrid en 2010.

Carvalho s'est engagé en faveur du Real Madrid pour une durée de deux ans, plus un an en option. Le 24 juillet, il avait déclaré : « Ce serait un rêve de jouer pour le Real Madrid, que je considère comme étant le meilleur club au monde, et également d'être sous les ordres du meilleur entraîneur de l'histoire du football. Avec Mourinho, j'ai vécu deux merveilleuses expériences à Chelsea et à Porto. Avoir l'opportunité de gagner une nouvelle Ligue des champions avec lui au Real Madrid serait formidable ». Il fait ses débuts sous ses nouvelles couleurs lors d'un match amical (le Trophée Franz Beckenbauer) contre le Bayern Munich qui voit la victoire du Real (0-0 ; 4-2 tab).
Le 29 août 2010, il joue son premier match officiel lors de la première journée de Liga contre Majorque (0-0). Lors de la journée suivante, le 11 septembre 2010, il inscrit son premier but pour le Real Madrid au stade Santiago Bernabéu, permettant à son club de dominer Osasuna (1-0). Il s'affirme petit à petit comme un des joueurs clé du Real Madrid, notamment en renforçant la solidité défensive de son équipe. Le 7 novembre, il est une nouvelle fois décisif en inscrivant le premier but du Real lors du derby madrilène face à l'Atlético de Madrid (2-0).
Il commence la saison 2011-2012 dans la peau d'un titulaire mais ses blessures récurrentes, couplées aux bonnes performances de la paire Pepe-Sergio Ramos, lui font perdre sa place. Peu à peu, Raúl Albiol et Raphaël Varane le devancent dans la hiérarchie des défenseurs centraux. Carvalho est désormais pressenti pour quitter le Real Madrid en fin de saison.
Lors de la saison 2012-2013, il perd son numéro 2 désormais confié à Raphaël Varane la révélation de l'année en défense, il prend alors le numéro 11. Mais ce n'est pas tout avec quand même des matchs en championnat. Il n'est plus convoqué par les matchs du Real, tandis que son coéquipier Raul Albiol n'est lui aussi plus considéré comme un élément type. Sa dernière saison a été plus la plus dure surtout à cause de son entraineur José Mourinho d'ailleurs limogé en fin de saison.
Le 28 mai 2013, il quitte le Real après la fin de son contrat et s'engage à l'AS Monaco FC.

#### AS Monaco (2013-2016)
Le 28 mai 2013, Carvalho signe, un contrat d'un an plus un an en option avec l'AS Monaco. Fort de deux saisons pleines, il est prolongé d'une année deux étés de suite, en 2014 puis 2015,.
En fin de contrat au 30 juin 2016 avec Monaco, et alors âgé de 38 ans, il ne prolonge pas et est laissé libre.

### En sélection (2003-2016)

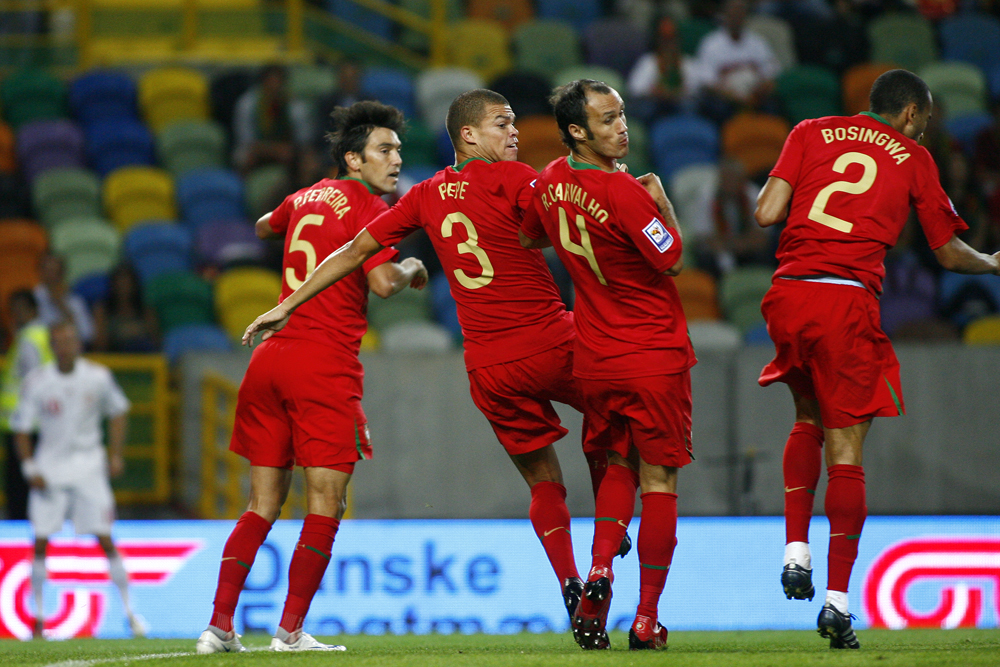
Paulo Ferreira, Pepe, Ricardo Carvalho et José Bosingwa contre le Danemark (Eliminatoires de la Coupe du monde 2010, 2-3)

Carvalho fait ses débuts avec la sélection portugaise le 11 octobre 2003, lors d'un match amical contre l'Albanie (5-3). Il devient l'un des éléments clé de l'équipe nationale, devenant titulaire lors de l'Euro 2004 à la place de Fernando Couto après une défaite initiale contre la Grèce. Son association avec Jorge Andrade permettra au Portugal d'atteindre la finale de la compétition (défaite 0-1 contre la Grèce). Après l'Euro, il est intégré à l'équipe-type de la compétition aux côtés de ses coéquipiers Maniche, Luís Figo et Cristiano Ronaldo.
Carvalho participe à une deuxième compétition internationale avec sa sélection lors de la Coupe du monde 2006 où le Portugal terminera quatrième. Il est indirectement impliqué dans l'expulsion de Wayne Rooney lors du 1/4 de finale contre l'Angleterre (0-0, 3-1 tab). Il provoquera également le pénalty victorieux de la France lors des 1/2 finales (0-1). Lors de ce match, il reçoit son second carton jaune de la compétition ce qui le prive du match pour la troisième place contre l'Allemagne (1-3). Il avait cependant participé à tous les précédents matches du Portugal dans la compétition, aux côtés de Fernando Meira, ce qui lui permet d'intégrer la "All Star Team" de la compétition.
Il participe également à l'Euro 2008 au cours duquel il jouera trois des quatre matches du Portugal dans la compétition : la victoire 2-0 contre la Turquie, celle 3-1 contre la République tchèque et la défaite 2-3 en 1/4 de finale contre l'Allemagne.
En 2011, il met fin à sa carrière internationale à la suite d'un conflit avec le sélectionneur Paulo Bento qui le qualifie de « déserteur ». Carvalho avait quitté le rassemblement de la Selecção en apprenant qu'il ne serait pas titulaire pour un match face à Chypre pour les éliminatoires de l'Euro 2012.
Il fait son retour en sélection plus de trois ans après à l'âge de 36 ans, en octobre 2014, étant convoqué par le nouveau sélectionneur Fernando Santos pour deux rencontres contre la France et le Danemark. Il fête sa 76e sélection en entrant à la pause lors de la défaite 2-1 contre le France. En mars 2015, il marque son premier but en sélection depuis plus de huit ans, lors d'une victoire 2-1 contre la Serbie.
Convoqué à l'Euro 2016, il devient, le 10 juillet, le joueur le plus vieux à jouer cette compétition, à l'âge de 38 ans, 1 mois et 22 jours.

#### Buts internationaux
| #  | Date               | Lieu                        | Adversaire  | Score | Résultat | Compétition                       |
| -- | ------------------ | --------------------------- | ----------- | ----- | -------- | --------------------------------- |
| 1. | 3 septembre 2005   | Estádio Algarve, Faro       | Luxembourg  | 2-0   | 6-0      | Éliminatoires Coupe du monde 2006 |
| 2. | 1er septembre 2006 | Brøndby Stadium, Copenhague | Danemark    | 1-1   | 4-2      | Match amical                      |
| 3. | 7 octobre 2006     | Stade de Bessa XXI, Porto   | Azerbaïdjan | 2-0   | 3-0      | Éliminatoires Euro 2008           |
| 4. | 7 février 2007     | Emirates Stadium, Londres   | Brésil      | 0-2   | 0-2      | Match amical                      |
| 5. | 29 mars 2015       | Estádio da Luz, Lisbonne    | Serbie      | 1-0   | 2-1      | Éliminatoires Euro 2016           |

## Statistiques

### En club
| Saison                | Club                   | Championnat           | Championnat | Championnat | Coupe nationale | Coupe nationale | Coupe de la Ligue | Coupe de la Ligue | Supercoupe | Supercoupe | Compétition(s) continentale(s) | Compétition(s) continentale(s) | Compétition(s) continentale(s) | Supercoupe UEFA | Supercoupe UEFA | Total | Total |
| Saison                | Club                   | Division              | M.          | B.          | M.              | B.              | M.                | B.                | M.         | B.         | Comp.                          | M.                             | B.                             | M.              | B.              | M.    | B.    |
| 1997-1998             | Leça FC (prêt)         | Primeira Divisão      | 22          | 1           | 2               | 0               | -                 | -                 | -          | -          | -                              | -                              | -                              | -               | -               | 24    | 1     |
| Sous-total            | Sous-total             | Sous-total            | 22          | 1           | 2               | 0               | -                 | -                 | -          | -          | -                              | -                              | -                              | -               | -               | 24    | 1     |
| 1998-1999             | FC Porto               | Primeira Liga         | 1           | 0           | 0               | 0               | -                 | -                 | 0          | 0          | C1                             | 0                              | 0                              | -               | -               | 1     | 0     |
| Sous-total            | Sous-total             | Sous-total            | 1           | 0           | 0               | 0               | -                 | -                 | 0          | 0          | -                              | 0                              | 0                              | -               | -               | 1     | 0     |
| 1999-2000             | Vitória Setubal (prêt) | Primeira Liga         | 25          | 2           | 2               | 0               | -                 | -                 | -          | -          | -                              | -                              | -                              | -               | -               | 27    | 2     |
| Sous-total            | Sous-total             | Sous-total            | 25          | 2           | 2               | 0               | -                 | -                 | -          | -          | -                              | -                              | -                              | -               | -               | 27    | 2     |
| 2000-2001             | FC Alverca (prêt)      | Primeira Liga         | 29          | 1           | 3               | 0               | -                 | -                 | -          | -          | -                              | -                              | -                              | -               | -               | 32    | 1     |
| Sous-total            | Sous-total             | Sous-total            | 29          | 1           | 3               | 0               | -                 | -                 | -          | -          | -                              | -                              | -                              | -               | -               | 32    | 1     |
| 2001-2002             | FC Porto               | Primeira Liga         | 25          | 0           | 2               | 0               | -                 | -                 | -          | -          | C1                             | 10                             | 0                              | -               | -               | 37    | 0     |
| 2002-2003             | FC Porto               | Primeira Liga         | 18          | 1           | 6               | 0               | -                 | -                 | -          | -          | C3                             | 7                              | 0                              | -               | -               | 31    | 1     |
| 2003-2004             | FC Porto               | Primeira Liga         | 29          | 2           | 3               | 0               | -                 | -                 | 1          | 0          | C1                             | 13                             | 1                              | 1               | 0               | 47    | 3     |
| Sous-total            | Sous-total             | Sous-total            | 72          | 3           | 11              | 0               | -                 | -                 | 1          | 0          | -                              | 30                             | 1                              | 1               | 0               | 115   | 4     |
| 2004-2005             | Chelsea                | Premier League        | 25          | 1           | 1               | 0               | 3                 | 0                 | -          | -          | C1                             | 10                             | 0                              | -               | -               | 39    | 1     |
| 2005-2006             | Chelsea                | Premier League        | 24          | 1           | 3               | 0               | -                 | -                 | 0          | 0          | C1                             | 8                              | 2                              | -               | -               | 35    | 3     |
| 2006-2007             | Chelsea                | Premier League        | 31          | 3           | 5               | 1               | 4                 | 0                 | 1          | 0          | C1                             | 10                             | 0                              | -               | -               | 51    | 4     |
| 2007-2008             | Chelsea                | Premier League        | 21          | 1           | 2               | 0               | 4                 | 0                 | 1          | 0          | C1                             | 10                             | 0                              | -               | -               | 38    | 1     |
| 2008-2009             | Chelsea                | Premier League        | 12          | 1           | 2               | 0               | -                 | -                 | -          | -          | C1                             | 4                              | 0                              | -               | -               | 18    | 1     |
| 2009-2010             | Chelsea                | Premier League        | 22          | 0           | 1               | 0               | -                 | -                 | 1          | 1          | C1                             | 5                              | 0                              | -               | -               | 29    | 1     |
| Sous-total            | Sous-total             | Sous-total            | 135         | 7           | 14              | 1               | 11                | 0                 | 3          | 1          | -                              | 47                             | 2                              | -               | -               | 210   | 11    |
| 2010-2011             | Real Madrid            | Liga                  | 33          | 3           | 6               | 0               | -                 | -                 | -          | -          | C1                             | 9                              | 0                              | -               | -               | 48    | 3     |
| 2011-2012             | Real Madrid            | Liga                  | 8           | 0           | 1               | 0               | -                 | -                 | 2          | 0          | C1                             | 2                              | 0                              | -               | -               | 13    | 0     |
| 2012-2013             | Real Madrid            | Liga                  | 9           | 0           | 6               | 0               | -                 | -                 | 0          | 0          | C1                             | 1                              | 0                              | -               | -               | 16    | 0     |
| Sous-total            | Sous-total             | Sous-total            | 50          | 3           | 13              | 0               | -                 | -                 | 2          | 0          | -                              | 12                             | 0                              | -               | -               | 77    | 3     |
| 2013-2014             | AS Monaco              | Ligue 1               | 37          | 0           | 3               | 0               | 0                 | 0                 | -          | -          | -                              | -                              | -                              | -               | -               | 40    | 0     |
| 2014-2015             | AS Monaco              | Ligue 1               | 25          | 0           | 1               | 0               | 2                 | 0                 | -          | -          | C1                             | 6                              | 0                              | -               | -               | 34    | 0     |
| 2015-2016             | AS Monaco              | Ligue 1               | 33          | 2           | 2               | 0               | 1                 | 0                 | -          | -          | C1+C3                          | 4+4                            | 0+0                            | -               | -               | 44    | 2     |
| Sous-total            | Sous-total             | Sous-total            | 95          | 2           | 6               | 0               | 3                 | 0                 | -          | -          | -                              | 14                             | 0                              | -               | -               | 118   | 2     |
| 2017                  | Shanghai SIPG          | Super League          | 4           | 0           | 1               | 0               | -                 | -                 | -          | -          | ACL                            | -                              | -                              | -               | -               | 5     | 0     |
| Sous-total            | Sous-total             | Sous-total            | 4           | 0           | 1               | 0               | -                 | -                 | -          | -          | -                              | -                              | -                              | -               | -               | 5     | 0     |
| Total sur la carrière | Total sur la carrière  | Total sur la carrière | 433         | 19          | 52              | 1               | 14                | 0                 | 6          | 1          | -                              | 103                            | 3                              | 1               | 0               | 609   | 24    |

### En équipe nationale
| Sélection  | Année | Statistiques | Statistiques |
| Sélection  | Année | Matchs       | Buts         |
| ---------- | ----- | ------------ | ------------ |
| Portugal A | 2003  | 1            | 0            |
| Portugal A | 2004  | 14           | 5            |
| Portugal A | 2005  | 7            | 1            |
| Portugal A | 2006  | 13           | 2            |
| Portugal A | 2007  | 5            | 1            |
| Portugal A | 2008  | 9            | 0            |
| Portugal A | 2009  | 11           | 0            |
| Portugal A | 2010  | 12           | 0            |
| Portugal A | 2011  | 3            | 0            |
| Portugal A | 2012  | 0            | 0            |
| Portugal A | 2013  | 0            | 0            |
| Portugal A | 2014  | 3            | 0            |
| Portugal A | 2015  | 5            | 1            |
| Portugal A | 2016  | 6            | 0            |
| Portugal A | Total | 89           | 5            |

Mis à jour le 22 juin 2016

## Palmarès

### En club
| - FC Porto - Championnat du Portugal : - Champion : 1999, 2003 et 2004 - Coupe du Portugal : - Vainqueur : 2003 - Finaliste : 2004 - Supercoupe du Portugal : - Vainqueur : 2003 - Ligue des champions : - Vainqueur : 2004 - Coupe UEFA : - Vainqueur : 2003 - Supercoupe de l'UEFA : - Finaliste : 2003 |  | - Chelsea - Premier League : - Champion : 2005, 2006 et 2010 - Vice-champion : 2007 et 2008 - Coupe de la Ligue anglaise : - Vainqueur : 2005 et 2007 - Finaliste : 2008 - Community Shield : - Vainqueur : 2005 et 2009 - Finaliste : 2006 et 2007 - Ligue des champions : - Finaliste : 2008 |  | - Real Madrid - Championnat d'Espagne : - Champion : 2012 - Vice-champion : 2011 et 2013 - Coupe du Roi : - Vainqueur : 2011 - Supercoupe d'Espagne : - Finaliste : 2011 |  | - AS Monaco - Ligue 1 : - Vice-champion : 2014 |  | - Shanghai SIPG - Championnat de Chine : - Vice-champion : 2017 |

### En sélection
Portugal
- Championnat d'Europe :
  - Vainqueur : 2016
  - Finaliste : 2004

### Distinctions personnelles
- Élu meilleur joueur de l'année du FC Porto  en 2003
- Élu Meilleur défenseur de l'année UEFA lors de la saison 2003-2004
- Membre de l'équipe type de la Liga BBVA lors de la saison 2010-2011
- Membre de l'équipe type de Euro 2004